# Wola (powiat węgorzewski)
Wola (niem. Freyhof) – osada w Polsce położona w województwie warmińsko-mazurskim, w powiecie węgorzewskim, w gminie Budry.
W latach 1975–1998 miejscowość administracyjnie należała do województwa suwalskiego.